# Надирбегов, Алисултан Сапиюлаевич
Алисултан Сапиюлаевич Надирбегов (12 октября 1977, Риквани, Дагестан, Россия) — российский боксер.
В профессиональном боксе с 2003. Весовая категория до 69 кг.
Первые 15 боев провёл в Тольятти, Самаре и Сызрани.
После победы над узбекским профессионалом Куванычем Тойгонбаевым попал на 10-е место рейтинга Всемирной боксерской организации (WBO).